# Astropecten triacanthus
Astropecten triacanthus is een kamster uit de familie Astropectinidae.
De wetenschappelijke naam van de soort werd in 1914 gepubliceerd door Seitaro Goto. De exemplaren waarop hij de beschrijving baseerde kwamen uit de Baai van Suruga en uit de Sagamibaai, voor de kust van Misaki (nu Miura), alle van een diepte van rond de 500 meter.